# Indio 2 - La rivolta
Indio 2 - La rivolta  è un film d'azione del 1991 diretto da Antonio Margheriti in arte Antony M. Dawson.
Si tratta del seguito del film Indio (1989) sempre diretto dallo stesso regista. Fu una fra le ultime pellicole girate da Margheriti.

## Trama
Van Eyck, mandato da una spietata multinazionale, viene incaricato di costruire una strada nella foresta amazzonica. Per farlo, distrugge tutta la fauna e uccide tutti quelli che gli si oppongono. Così gli indigeni sono costretti a lavorare per lui. Toccherà quindi a Iron, sergente dei Marines, salvare le persone, dopo che vi aveva tentato in precedenza Daniel Morrel e padre Leonardo, uccisi spietatamente da Van Eyck. Alla fine i capi delle tribù indigene, guidate da Iron, sconfiggono i mercenari e Van Eyck.

## Critica
- Il dizionario dei film Morandini assegna due stelle alla pellicola commentandola dicendo che: "è, a modo suo, un film di denuncia ecologica, terzomondista, anticapitalismo".
- Il dizionario dei film Farinotti, assegna solamente una stella, reputandolo come "una farsa ecologica".
- Ne Il Tempo dell'aprile 1991, il giornale si sofferma molto sulla cornice naturale, "ben fotografata, che interviene spesso al momento opportuno per spalancare panorami suggestivi con fiumi e selve".